# Torre dei Filipetri
La torre dei Filipetri è un edificio storico di Firenze, situato tra via dei Leoni 2 e via de' Neri 86r-88r-90r-92r, davanti al prospetto posteriore di Palazzo Vecchio e prospiciente la piazza del Grano.

## Storia

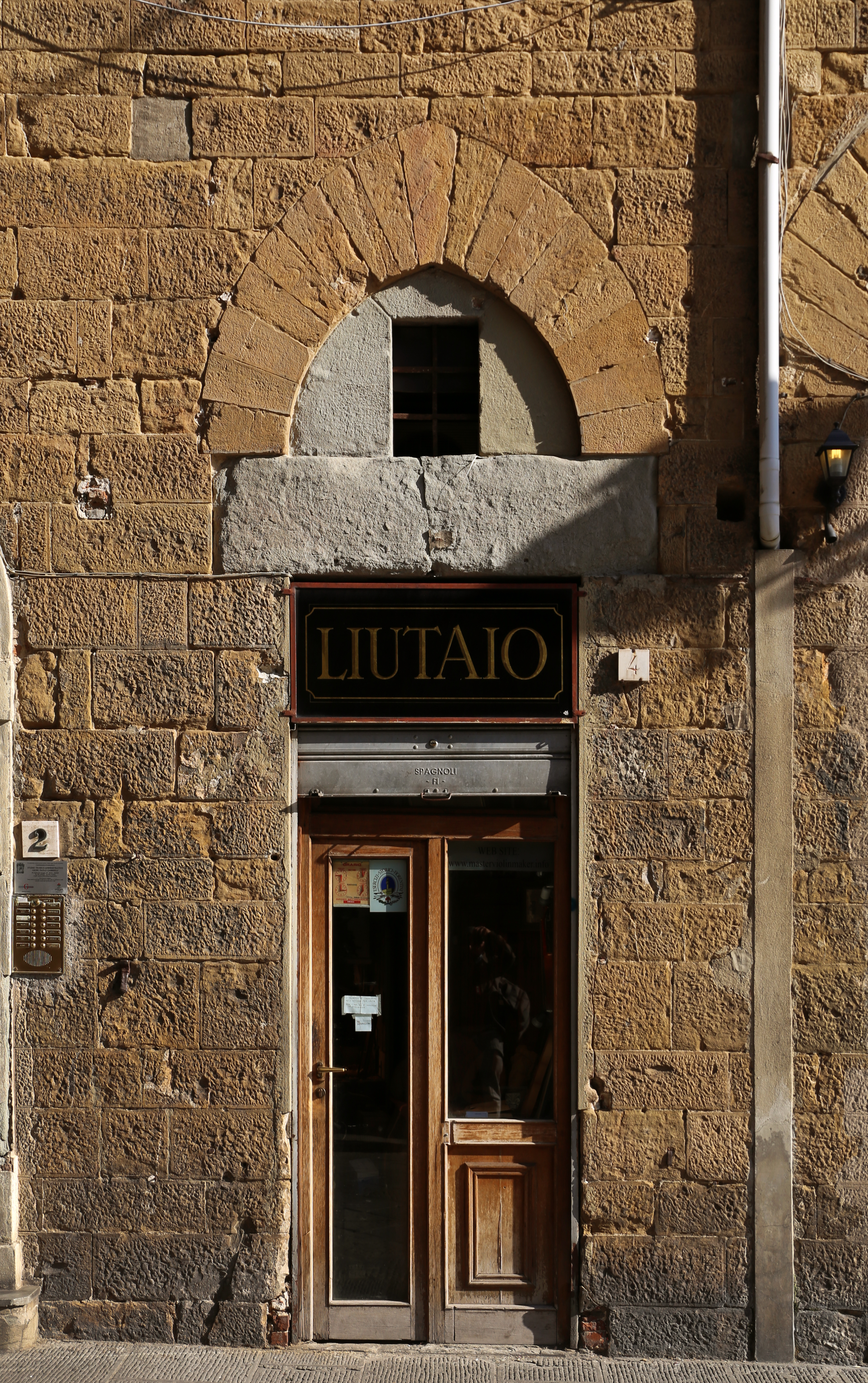
Il portalino in via dei Leoni

Ben visibile nella veduta prospettica di Stefano Bonsignori del 1584, l'edificio è da identificare con la torre trecentesca della famiglia dei mercanti Filipetri, un ramo della quale furono i Talani che qui ebbero le loro case.
Nel Trecento la torre, e le case adiacenti, furono destinate a residenza di Jacopo de' Gabrielli da Gubbio, "tiranno di Firenze" con i titoli di Conservatore dello Stato di Firenze (1335-1337) e Capitano Generale di Guerra (1339-1341). Tra il 1342 e il 1343, vi trovarono invece sede i Priori, giacché la loro residenza, il Palazzo Vecchio, era stato requisito dal Duca d'Atene per farne sua stanza.
I Talani Filipetri rimasero in possesso dell'edificio fino all'estinzione del casato, nel 1671, quando la torre pervenne allo Spedale di Santa Maria Nuova.
È da considerare un notevole esempio delle costruzioni fiorentine del tempo, nonostante le necessità abitative abbiano comportato nel muro a filaretto l'apertura di molte finestre.

## Descrizione
La torre ha una struttura piuttosto imponente e massiccia, anche se oggi è inglobata in un edificio più grande. Nonostante ciò il suo profilo è ancora ben distinguibile perché non presenta intonaco se non nella parte centrale dei piani superiori.
Su via dei Leoni presenta due porte (che attualmente accedono a esercizi commerciali), una minore e l'altra maggiore; la terza, più angusta e recente, si trova in quello che era lo spazio di un antico chiasso che divideva la torre dalle costruzioni attigue. Per quanto riguarda il fianco su via de' Neri è da ricordare come questo originariamente non fosse a vista (si veda nuovamente la carta del Buonsignori), condizione questa determinata ai primi del Seicento dall'allargamento della strada, resosi necessario per la costruzione della Loggia del Grano. Oltre la copertura è presente un'altana, oggi tamponata e finestrata, anch'essa in pietra.
Il rivestimento in filaretto di pietra è interrotto da molte finestre aperte in epoca molto più tarda rispetto all'edificio originario.